# Bitwa pod Czahar Asiab
Bitwa pod Czahar Asiab – starcie zbrojne, które miało miejsce 6 października 1879 w trakcie II wojny brytyjsko-afgańskiej.

## Początek drugiej fazy działań wojennych
Po podpisaniu traktatu w Gandamak do Kabul przybył na czele misji dyplomatycznej brytyjski wysłannik sir Pierre Louis Napoleon Cavagnari. W następstwie traktatu wojska brytyjskie opuściły Afganistan. Jednak we wrześniu 1879 r. wybuchło w Kabulu antybrytyjskie powstanie. 3 września powstańcy zaatakowali siedzibę misji brytyjskiej w fortecy Bala Hissar. Cavagnari i jego eskorta zostali zamordowani. Kiedy wieść o morderstwie dotarła do Kalkuty, brytyjskie władze zadecydowały o wznowieniu działań wojennych.
W odróżnieniu od pierwszy fazy wojny, kiedy za pomocą ograniczonych działań militarnych zamierzano skłonić afgańskiego emira do rokować, o tyle w drugiej fazie miało dojść o regularnej inwazji, zajęcia Kabulu i ukarania morderców Cavagnariego. Zrezygnowano z ataku przez przełęcz Khyber, gdyż uznano, że przełęcz za zbyt trudną do sforsowania. Główne uderzenie na Kabul miało pójść przez dolinę Kurram. Jednocześnie na południu Afganistanu planowano operację przeciwko Kandaharowi.

## Siły Polowe Kabulu
Dowództwo nad siłami atakującymi Kabul powierzono generałowi Frederickowi Robertsowi, który w pierwszej fazie działań wojennych dowodził Siłami Polowymi Kurram. Obecnie otrzymał dowodzenie nad Siłami Polowymi Kabulu, składającymi się z czterech brygad piechoty, brygady kawalerii i 2 baterii Królewskiej Artylerii Konnej oraz 2 baterii górskich. Brygada Kawalerii (brygadier-generał Gordon) składała się z 9 pułku lansjerów, 12 i 14 pułku bengalskiej kawalerii oraz 5 pułku kawalerii Pendżabu. 1 Brygadą Piechoty dowodził brygadier-generał Macpherson. Składała się ona z 67 pułku piechoty, 92 pułku Hughlanders oraz 28 pułku bengalskiej piechoty. 2 Brygada (brygadier-generał Baker) składała się z 72 pułku Highlanders, 3 pułku piechoty Sikhów, 23 i 29 pułku bengalskiej piechoty, 5 pułku Gurkhów oraz 5 pułku piechoty Pendżabu. 3 (brygadier-generał Tytler, 85 pułk piechoty, 11, 13 i 20 pułki bengalskiej piechoty) oraz 4 Brygada Piechoty (brygadier-generał Gordon, 2/8 pułk piechoty, 7, 21 i 29 pułki bengalskiej piechoty) miały za zadanie osłaniać brytyjskie linie zaopatrzeniowe.

## Kampania
Robert dotarł do fortecy Ali Khel 6 września 1879 r. Zastał swoje oddziały w większości gotowe do marszu na Kabul. Droga Brytyjczyków wiodła przez przejście Shutagaran do centralnego Afganistanu. Wielu lokalnych afgańskich wodzów zostało przekupionych aby nie atakowali armii brytyjskiej. Było to tym łatwiejsze, że marsz Brytyjczyków przypadał na okres muzułmańskiego święta Ramadanu. Do armii Robertsa przybył także emir Afganistanu Jakub Chan, co dało Brytyjczykom pretekst do przedstawienia inwazji jako wyprawy wspierającej prawowitego emira.
3 października Siły Polowe Kabulu rozpoczęły ostatni marsz do oddalonej o 36 mil stolicy Afganistanu. Po drodze brygada Macphersona pozostała w mieście Safed Sang, a pozostałe oddziały dotarły wieczorem 5 października do wioski Czahar Asiab, niedaleko Kabulu. Mimo nalegań brygadiera MacGregora nie obsadzono sąsiedniego wzgórza, co w nocy uczynili Afgańczycy. Kiedy rankiem 6 października oddział w składzie 23 pułku bengalskiej piechoty, 92 pułku Highlanders, kawalerii oraz 2 dział wyruszył wzdłuż rzeki Logar okazało się, że drogę na Kabul zagradza Brytyjczykom 8000 regularnych afgańskich żołnierzy wyposażonych w działa. Dodatkowo oddziały nieregularne wyszły na tyły armii Robertsa odcinając mu połączenie z Macphersonem.
W zaistniałej sytuacji Roberts zdecydował się zaatakować wojska zagradzające mu drogę do Kabulu. Brytyjska armia została podzielona na dwie kolumny. Na prawym skrzydle atakował brygadier Baker na czele 72 pułku Highlanders, 5 pułku Gurkhów, 5 pułku piechoty Pendżabu, kawalerii oraz 5 dział. Lewoskrzydłową kolumną (92 pułk Highlanders, 23 pułk bengalskiej piechoty) dowodził major White.
Atakująca kolumna White szybko stanęła w obliczu przeważających sił afgańskich. Nie przeszkodziło to jej dowódcy wysłać dwóch kompanii 92 pułku w celu wsparcia kolumny Bakera. Baker uderzył na pierwszą linię afgańską, zmuszając jej obrońców do opuszczenia pozycji. Po przegrupowaniu Brytyjczycy ruszyli do ataku na drugą linię obrony. Wówczas uzyskali wsparcie od kompanii przysłanych przez White'a, co pozwoliło im przełamać afgańską obronę i zmusić nieprzyjacielskie centrum i lewe skrzydło do ucieczki. Uciekające oddziały pociągnęły za sobą walczące z White'em oddziały prawego skrzydła.
Zwycięstwo pod Czahar Asiab otworzyło Brytyjczykom drogę na Kabul. Armia Robertsa wkroczyła do afgańskiej stolicy 9 października 1879 r.